# Kazimierz Minor
Kazimierz Minor (Stanisław Kazimierz Minor) herbu Półkozic (zm. przed 27 października 1709 roku) – kasztelan chełmski w 1699 roku, cześnik ciechanowski w 1671 roku.
W 1671 roku wicerotmistrz w chorągwi kasztelana halickiego, podporucznik chorągwi usarskiej referendarza koronnego w 1686 roku, pułkownik chorągwi usarskiej wojewody płockiego w 1687 roku, sędzia obozowy generalny wojsk koronnych w 1689 roku.
W 1683 roku był dowódcą chorągwi husarskiej koronnej referendarza koronnego Jana Dobrogosta Krasińskiego.